# Chiesa dei Santi Sebastiano e Rocco (San Lorenzo Dorsino)
La chiesa dei Santi Sebastiano e Rocco è una chiesa cattolica situata a Pergnano, frazione del comune di San Lorenzo Dorsino in provincia di Trento; è sussidiaria della parrocchiale di San Lorenzo di San Lorenzo in Banale e fa parte dell'arcidiocesi di Trento.

## Storia

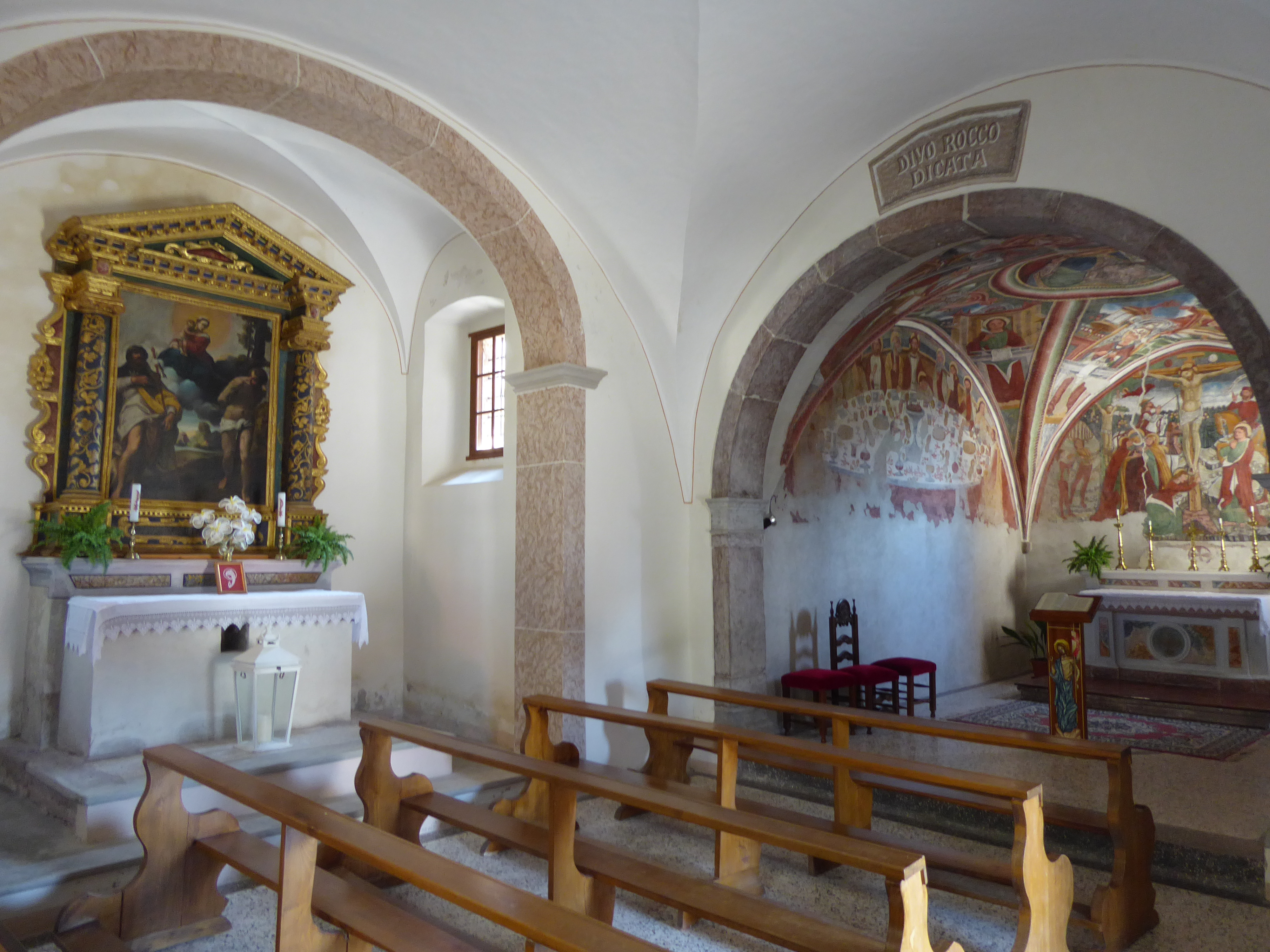
Interno

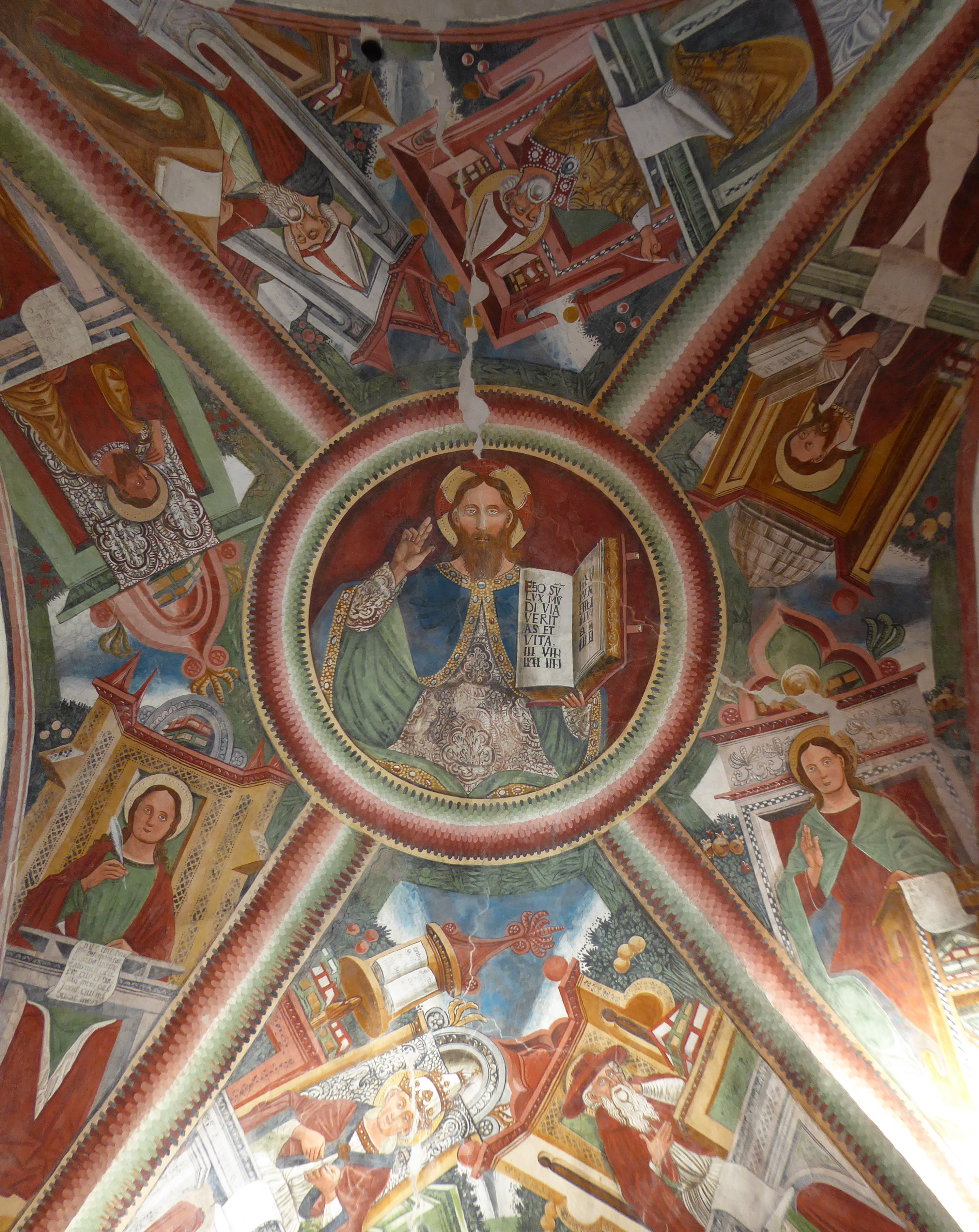
Affreschi della volta del presbiterio

Poche sono le notizie storiche su questo edificio; la struttura originaria, che consiste dell'odierna zona presbiteriale, venne eretta nel corso del Quattrocento, e affrescata da Cristoforo II, della famiglia Baschenis, tra Quattro e Cinquecento. Nel 1580 la chiesa venne ingrandita aggiungendo la navata.
È documentato un restauro nel 1993-94, e non è stato realizzato l'adeguamento liturgico.
Nella chiesa si celebra messa due volte all'anno, in occasione della festa di ciascuno dei due santi titolari.

## Descrizione

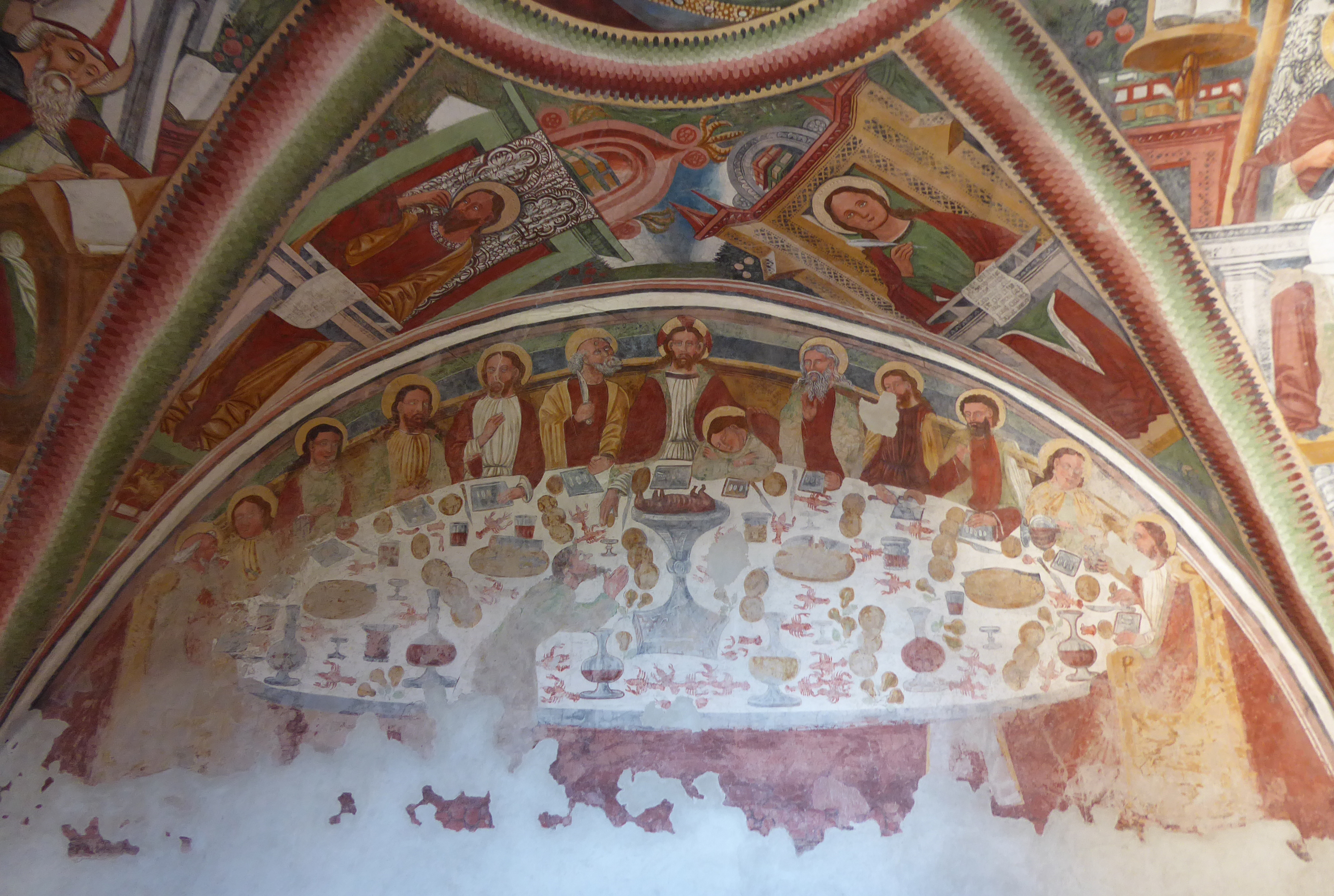
L'Ultima Cena; sulla tavola si notano numerosi gamberi

### Esterno
La chiesa sorge al centro della "villa" di Pergnano, appena più a monte della parrocchiale di San Lorenzo in Banale; posta lungo la strada e orientata verso est, è un antico edificio finito in pietra a vista, con tetto a due falde rivestito in coppi. 
L'unico accesso è un portalino frontonato posto sul fianco meridionale, mentre la facciata, stretta tra due barbacani, è dimessa, con solo tre finestrelle quadrangolari. A destra del portale si eleva il campanile, una torre a base quadrata con cella campanaria evidenziata da due cornici eminenti e aperta da monofore centinate, sormontata da copertura piramidale in scandole di legno; più a destra ancora emerge il volume della sagrestia, dotata di una finestrella quadrata. 
La fiancata settentrionale è caratterizzata dallo sporgere della cappella laterale, che ha una finestrella sul lato destro, mentre la parete di fondo è priva di aperture, recante solo un oculo cieco.

### Interno

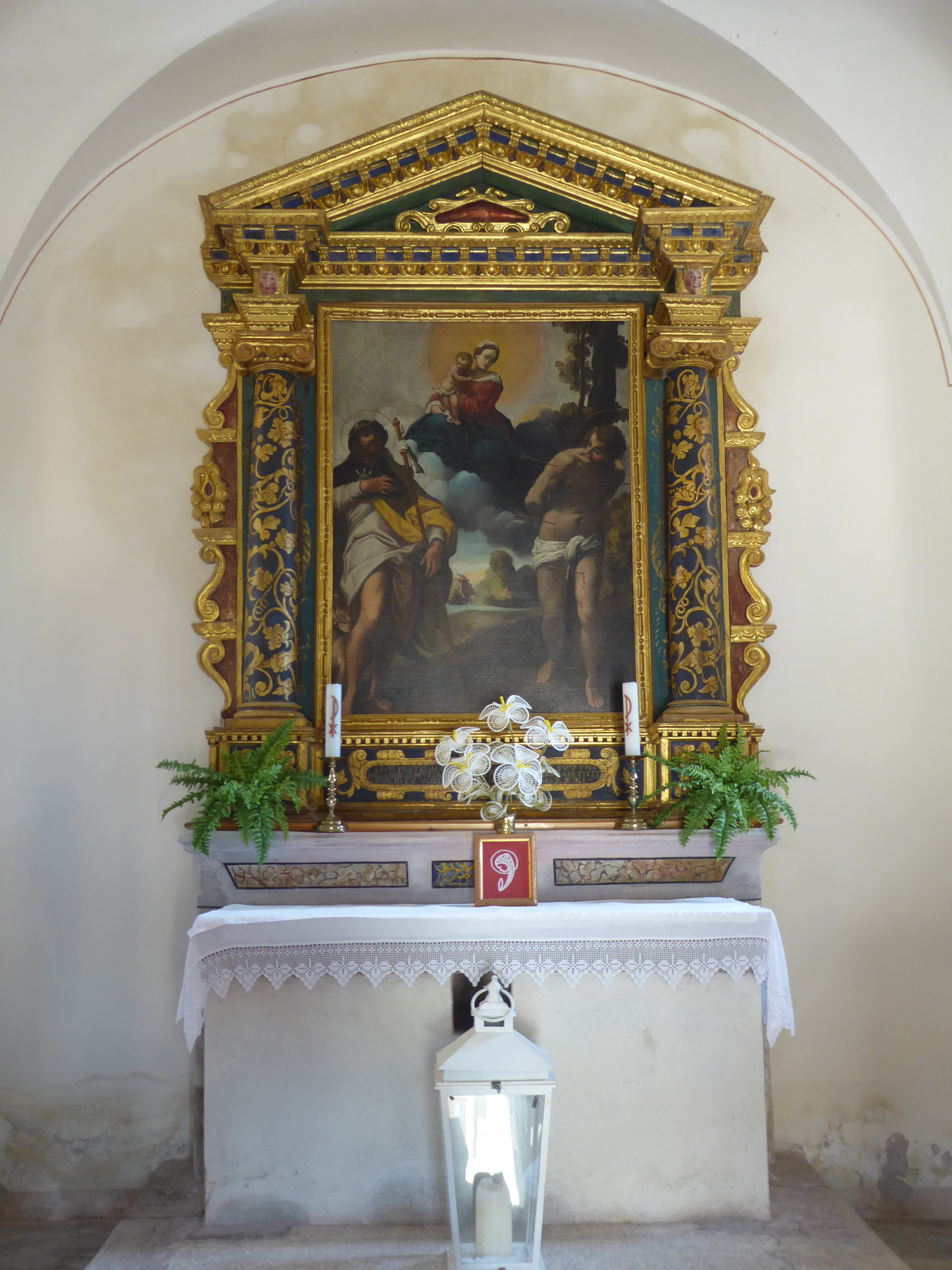
L'altare

L'interno, voltato a crociera in tutti gli spazi, è costituito da un'aula suddivisa in due campate: la prima è occupata dalla navata, che sul lato sinistro si apre, con un'arcata a tutto sesto, su una cappellina laterale, dedicata a san Giovanni Battista. La seconda campata, separata dalla prima dall'arco santo a tutto sesto, ospita il presbiterio, rialzato di un gradino e illuminato da una monofora sul lato destro. La pavimentazione è un seminato alla veneziana, fuorché nella cappella, pavimentata in cemento.
Nella cappella laterale è presente un altare in legno policromo e dorato, con due colonne dipinte a viticci sorreggenti capitelli ornati da teste d'angelo e, sopra, un timpano classico triangolare; la pala, attribuita al bergamasco Domenico Carpinoni, raffigura la Madonna con Bambino in gloria e i santi Rocco e Sebastiano, con sfondo rurale. La doratura dell'altare venne fatta fare dai paesani nel 1631, come ex voto per la grave epidemia di peste di quell'anno.
Il presbiterio venne interamente affrescato a cavallo tra Quattrocento e Cinquecento da Cristoforo II Baschenis, che fu molto attivo in quest'area delle Giudicarie. Sulla volta vi sono il Cristo Pantocratore con i quattro evangelisti (con i relativi simboli del tetramorfo) e altrettanti Dottori della Chiesa, tutti assisi su troni dalla foggia variabile; sulle parete di fondo campeggia una grande scena della Crocifissione, dove sono rappresentati anche altri episodi della passione di Gesù (alcuni soldati che tirano i dadi per la tunica, altri che porgono a Gesù la spugna imbevuta d'aceto, Longino che perfora con la lancia il costato di Cristo e la Madonna sorretta dalle pie donne). La parete sinistra è invece dominata da un'Ultima Cena, illustrata probabilmente nel momento in cui Cristo porge a Giuda Iscariota un boccone di pane; la scena è particolare soprattutto per il grande numero di gamberi di fiume presenti in tavola, probabilmente simbolici della Resurrezione (per via del loro andamento all'indietro). Sulla parete destra spiccano due riquadri, uno con la Madonna con Bambino in trono, simile per impostazione alle icone bizantine dell'Odigitria, l'altro con san Sebastiano e un altro uomo con la spada (forse anch'egli san Sebastiano, in veste di soldato); nell'angolo in basso a sinistra della stessa parete vi sono altre due figure identificabili con i santi titolari della chiesa.